# Olympische Sommerspiele 2024/Leichtathletik – 200 m (Männer)
Der 200-Meter-Lauf der Männer bei den Olympischen Spielen 2024 in Paris fand vom 5. August 2024 bis zum 8. August 2024 im Stade de France statt.

## Aktuelle Titelträger
| Olympiasieger                        | Andre De Grasse ( Kanada)        | 19,62 s | Tokio 2020     |
| Weltmeister                          | Noah Lyles ( Vereinigte Staaten) | 19,52 s | Budapest 2023  |
| Europameister                        | Timothé Mumenthaler ( Schweiz)   | 20,28 s | Rom 2024       |
| Nord-/Zentralamerika-/Karibikmeister | Andrew Hudson ( Jamaika)         | 19,87 s | Freeport 2022  |
| Südamerikameister                    | Issam Asinga ( Suriname)         | 20,19 s | São Paulo 2023 |
| Asienmeister                         | Towa Uzawa ( Japan)              | 20,23 s | Bangkok 2023   |
| Afrikameister                        | Joseph Fahnbulleh ( Liberia)     | 20,25 s | Douala 2024    |
| Ozeanienmeister                      | Calab Law ( Australien)          | 20,74 s | Suva 2024      |

## Rekorde

### Bestehende Rekorde
| Weltrekord         | Usain Bolt ( Jamaika) | 19,19 s | Berlin, Deutschland  | 20. August 2009 |
| Olympischer Rekord | Usain Bolt ( Jamaika) | 19,30 s | Finale Peking, China | 20. August 2008 |

### Rekordverbesserung
Mit der Siegerzeit von 19,46 s stellte der botswanische Athlet Letsile Tebogo im Finale am 8. August 2024 einen neuen Afrikarekord auf.

## Vorläufe
5. August 2024, 19:55 Uhr
Für das Halbfinale qualifizierten sich die ersten drei Athleten aller sechs Vorläufe. Alle restlichen Athleten mit gültigen Leistungen (nicht DSQ, DNF oder DNS) qualifizierten sich für die Hoffnungsrunde.

### Vorlauf 1
Wind: +0,1 m/s
| Rang | Athlet            | Nation         | Zeit (s) | Anmerkung |
| ---- | ----------------- | -------------- | -------- | --------- |
| 1    | Joseph Fahnbulleh | Liberia        | 20,20    | Q         |
| 2    | Fausto Desalu     | Italien        | 20,26    | Q         |
| 3    | Wayde van Niekerk | Südafrika      | 20,42    | Q         |
| 4    | Ryan Zézé         | Frankreich     | 20,49    | Re        |
| 5    | Felix Svensson    | Schweiz        | 20,534   | Re        |
| 6    | Cheickna Traoré   | Elfenbeinküste | 20,536   | Re        |
| 7    | Calab Law         | Australien     | 20,75    | Re        |
| 8    | Albert Komański   | Polen          | 20,77    | Re        |

### Vorlauf 2
Wind: −0,1 m/s
| Rang | Athlet           | Nation                  | Zeit (s) | Anmerkung |
| ---- | ---------------- | ----------------------- | -------- | --------- |
| 1    | Tarsis Orogot    | Uganda                  | 20,32    | Q         |
| 2    | Wanya McCoy      | Bahamas                 | 20,35    | Q         |
| 3    | Renan Gallina    | Brasilien               | 20,41    | Q         |
| 4    | Andrew Hudson    | Jamaika                 | 20,53    | Re        |
| 5    | Udodi Onwuzurike | Nigeria                 | 20,55    | Re        |
| 6    | César Almirón    | Paraguay                | 20,87    | Re        |
| 7    | Tomáš Němejc     | Tschechien              | 21,03    | Re        |
|      | José González    | Dominikanische Republik | DNS      |           |

### Vorlauf 3
Wind: −0,1 m/s
| Rang | Athlet                | Nation    | Zeit (s) | Anmerkung |
| ---- | --------------------- | --------- | -------- | --------- |
| 1    | Letsile Tebogo        | Botswana  | 20,10    | Q         |
| 2    | Makanakaishe Charamba | Simbabwe  | 20,27    | Q         |
| 3    | Filippo Tortu         | Italien   | 20,29    | Q         |
| 4    | Brendon Rodney        | Kanada    | 20,30    | Re, SB    |
| 5    | Timothé Mumenthaler   | Schweiz   | 20,63    | Re        |
| 6    | Koki Ueyama           | Japan     | 20,84    | Re        |
| 7    | Benjamin Richardson   | Südafrika | 51,86    | Re        |

### Vorlauf 4
Wind: +0,2 m/s
| Rang | Athlet           | Nation                  | Zeit (s) | Anmerkung |
| ---- | ---------------- | ----------------------- | -------- | --------- |
| 1    | Kenneth Bednarek | Vereinigte Staaten      | 19,96    | Q         |
| 2    | Alexander Ogando | Dominikanische Republik | 20,04    | Q         |
| 3    | Joshua Hartmann  | Deutschland             | 20,30    | Q         |
| 4    | Diego Pettorossi | Italien                 | 20,63    | Re        |
| 5    | Shōta Iizuka     | Japan                   | 20,67    | Re        |
| 6    | Ondřej Macík     | Tschechien              | 21,04    | Re        |
|      | Zharnel Hughes   | Großbritannien          | DNS      |           |

### Vorlauf 5
Wind: +0,2 m/s
| Rang | Athlet               | Nation             | Zeit (s) | Anmerkung |
| ---- | -------------------- | ------------------ | -------- | --------- |
| 1    | Erriyon Knighton     | Vereinigte Staaten | 19,99    | Q         |
| 2    | Tapiwanashe Makarawu | Simbabwe           | 20,07    | Q         |
| 3    | Shaun Maswanganyi    | Südafrika          | 20,20    | Q         |
| 4    | Aaron Brown          | Kanada             | 20,36    | Re        |
| 5    | Ian Kerr             | Bahamas            | 20,53    | Re        |
| 6    | Pablo Matéo          | Frankreich         | 20,58    | Re        |
| 7    | Erik Erlandsson      | Schweden           | 20,65    | Re        |
| 8    | Eduard Kubelík       | Tschechien         | 21,14    | Re        |

### Vorlauf 6
Wind: +0,1 m/s
| Rang | Athlet           | Nation             | Zeit (s) | Anmerkung |
| ---- | ---------------- | ------------------ | -------- | --------- |
| 1    | Noah Lyles       | Vereinigte Staaten | 20,19    | Q         |
| 2    | Andre De Grasse  | Kanada             | 20,30    | Q         |
| 3    | Towa Uzawa       | Japan              | 20,33    | Q         |
| 4    | Bryan Levell     | Jamaika            | 20,47    | Re        |
| 5    | Blessing Afrifah | Israel             | 20,78    | Re        |
| 6    | Yang Chun-han    | Chinesisch Taipeh  | 20,83    | Re        |
| 7    | William Reais    | Schweiz            | 20,92    | Re        |

## Hoffnungsrunde
6. August 2024, 12:30 Uhr
Für das Halbfinale qualifizierten sich die erstplatzierten Athleten aller vier Hoffnungsläufe sowie die Athleten mit den zwei schnellsten restlichen Zeiten.

### Hoffnungslauf 1
Wind: +1,0 m/s
| Rang | Athlet              | Nation         | Zeit (s) | Anmerkung |
| ---- | ------------------- | -------------- | -------- | --------- |
| 1    | Udodi Onwuzurike    | Nigeria        | 20,51    | Q         |
| 2    | Diego Pettorossi    | Italien        | 20,53    |           |
| 3    | Timothé Mumenthaler | Schweiz        | 20,67    |           |
| 4    | Shōta Iizuka        | Japan          | 20,72    |           |
| 5    | Ondřej Macík        | Tschechien     | 21,14    |           |
|      | Cheickna Traoré     | Elfenbeinküste | DNS      |           |

### Hoffnungslauf 2
Wind: +0,6 m/s
| Rang | Athlet         | Nation     | Zeit (s) | Anmerkung |
| ---- | -------------- | ---------- | -------- | --------- |
| 1    | Brendon Rodney | Kanada     | 20,42    | Q         |
| 2    | Bryan Levell   | Jamaika    | 20,47    | q         |
| 3    | Pablo Matéo    | Frankreich | 20,57    |           |
| 4    | Koki Ueyama    | Japan      | 20,92    |           |
|      | César Almirón  | Paraguay   | DSQ      | TR17.3.3  |
|      | Calab Law      | Australien | DNS      |           |

### Hoffnungslauf 3
Wind: 0,0 m/s
| Rang | Athlet           | Nation            | Zeit (s) | Anmerkung |
| ---- | ---------------- | ----------------- | -------- | --------- |
| 1    | Ryan Zézé        | Frankreich        | 20,40    | Q         |
| 2    | Aaron Brown      | Kanada            | 20,42    | q         |
| 3    | Yang Chun-han    | Chinesisch Taipeh | 20,73    |           |
| 4    | Blessing Afrifah | Israel            | 20,88    |           |
| 5    | Albert Komański  | Polen             | 20,90    |           |
| 6    | Eduard Kubelík   | Tschechien        | 21,20    |           |
|      | William Reais    | Schweiz           | DNS      |           |

### Hoffnungslauf 4
Wind: +0,3 m/s
| Rang | Athlet              | Nation     | Zeit (s) | Anmerkung |
| ---- | ------------------- | ---------- | -------- | --------- |
| 1    | Erik Erlandsson     | Schweden   | 20,49    | Q, PB     |
| 2    | Andrew Hudson       | Jamaika    | 20,55    |           |
| 3    | Ian Kerr            | Bahamas    | 20,60    |           |
| 4    | Felix Svensson      | Schweiz    | 20,65    |           |
| 5    | Tomáš Němejc        | Tschechien | 20,84    |           |
|      | Benjamin Richardson | Südafrika  | DNS      |           |

## Halbfinale
7. August 2024, 20:02 Uhr
Für das Finale qualifizierten sich die ersten zwei Athleten der drei Läufe sowie die Athleten mit den zwei schnellsten restlichen Zeiten.

### Lauf 1
Wind: −0,1 m/s
| Rang | Athlet            | Nation                  | Zeit (s) | Anmerkung |
| ---- | ----------------- | ----------------------- | -------- | --------- |
| 1    | Kenneth Bednarek  | Vereinigte Staaten      | 20,00    | Q         |
| 2    | Alexander Ogando  | Dominikanische Republik | 20,09    | Q         |
| 3    | Andre De Grasse   | Kanada                  | 20,41    |           |
| 4    | Shaun Maswanganyi | Südafrika               | 20,42    |           |
| 5    | Wanya McCoy       | Bahamas                 | 20,61    |           |
| 6    | Tarsis Orogot     | Uganda                  | 20,64    |           |
| 7    | Ryan Zézé         | Frankreich              | 20,81    |           |
| 8    | Bryan Levell      | Jamaika                 | 20,93    |           |

### Lauf 2
Wind: −0,2 m/s
| Rang | Athlet                | Nation             | Zeit (s) | Anmerkung |
| ---- | --------------------- | ------------------ | -------- | --------- |
| 1    | Letsile Tebogo        | Botswana           | 19,96    | Q         |
| 2    | Noah Lyles            | Vereinigte Staaten | 20,08    | Q         |
| 3    | Makanakaishe Charamba | Simbabwe           | 20,31    | q         |
| 4    | Fausto Desalu         | Italien            | 20,37    |           |
| 5    | Joshua Hartmann       | Deutschland        | 20,47    |           |
| 6    | Towa Uzawa            | Japan              | 20,54    |           |
| 7    | Aaron Brown           | Kanada             | 20,57    |           |
| 8    | Erik Erlandsson       | Schweden           | 20,93    |           |

### Lauf 3
Wind: −0,6 m/s
| Rang | Athlet               | Nation             | Zeit (s) | Anmerkung |
| ---- | -------------------- | ------------------ | -------- | --------- |
| 1    | Erriyon Knighton     | Vereinigte Staaten | 20,09    | Q         |
| 2    | Joseph Fahnbulleh    | Liberia            | 20,12    | Q         |
| 3    | Tapiwanashe Makarawu | Simbabwe           | 20,16    | q         |
| 4    | Filippo Tortu        | Italien            | 20,54    |           |
| 5    | Brendon Rodney       | Kanada             | 20,59    |           |
| 6    | Renan Gallina        | Brasilien          | 20,60    |           |
| 7    | Udodi Onwuzurike     | Nigeria            | 20,717   |           |
| 7    | Wayde van Niekerk    | Südafrika          | 20,717   |           |

## Finale
8. August 2024, 20:30 Uhr
Wind: +0,4 m/s
| Rang | Athlet                | Nation                  | Zeit (s) | Anmerkung |
| ---- | --------------------- | ----------------------- | -------- | --------- |
| 1    | Letsile Tebogo        | Botswana                | 19,46    | AF        |
| 2    | Kenneth Bednarek      | Vereinigte Staaten      | 19,62    |           |
| 3    | Noah Lyles            | Vereinigte Staaten      | 19,70    |           |
| 4    | Erriyon Knighton      | Vereinigte Staaten      | 19,99    |           |
| 5    | Alexander Ogando      | Dominikanische Republik | 20,02    |           |
| 6    | Tapiwanashe Makarawu  | Simbabwe                | 20,10    |           |
| 7    | Joseph Fahnbulleh     | Liberia                 | 20,15    |           |
| 8    | Makanakaishe Charamba | Simbabwe                | 20,53    |           |